# Боле, Жюль Луи
Жюль Луи Боле, маркиз де Шамле (фр. Jules Louis Bolé, marquis de Chamlay) (1650—1719) — французский военный деятель и дипломат.

## Биография
Родился в семье Александра Симона Боле, прокурора Парижского парламента, которая лишь незадолго до этого получила дворянство. Однако Александра Симон Боле был связан с канцлером Мишелем Летелье.
Жюль Луи Боле де Шамле получил образование в иезуитском колледже Клермона. В 1670 году его отец купил для него должность маршала лагерей и армий короля (фр. maréchal des camps et des armées du roi). Эта должность по своим функциям приблизительно соответствовала начальнику штаба армии и предполагала организацию маршей, организацию возведения лагерей и топографических работ.
На этой должности Жюль Луи Боле хорошо проявил себя во время Голландской войны  1672–1678 годов, благодаря чему его скоро заметили и стали привлекать его для своих кампаний такие военачальники как виконт де Тюренн и принц Конде. Он также смог хорошо себя зарекомендовать при дворе и получил должность главного маршала квартир (фр. maréchal général des logis) в армии Людовика XIV в походах 1675 и 1676 годов.
В 1678–1688 годы он выполнял обязанности придворного историка и участвовал в написании официальной истории Голландской войны. В 1684 году в качестве награды за свои заслуги он получил должность смотрителя королевских зданий (фр. intendant des bâtiments), отвечавшего за строительство и поддержание в надлежащем состоянии королевских резиденций.
Во время войны Аугсбургской лиги 1688–1697 годов он сыграл решающую роль в разорении Пфальца в 1688–1689 годах, будучи инициатором стратегии истребления и одним из главных её исполнителей. Он также писал пропагандистские брошюры, в которых он превозносил величие Франции и мощь её вооружённых сил. В 1684 году он конфиденциально обсуждал прекращение боевых действий в Испанских Нидерландах с маркизом де Грана. Летом 1688 года он отправился к папе римскому Иннокентию XI для участия в переговорах, по поводу избрания нового архиепископа Кёльна. В начале 1692 года ему было поручено провести секретные переговоры о мире между Францией и Савойским герцогством.
После 1693 года он стал главным советником Людовика XIV по вопросам военной стратегии. Количество военных отчётов и планов кампаний, составленных им, превысило 270.
После смерти Людовика XIV в 1715 году Шамле не смог найти общий язык с регентом Филиппом Орлеанским и покинул государственную службу, поселившись в местечке Бурбон-л’Аршамбо. Там он умер в июне 1719 года от сердечного приступа.